# Falkenberg (Wuppertal)
Falkenberg ist eine Ortslage im Norden der bergischen Großstadt Wuppertal.

## Lage und Beschreibung
Die Ortslage liegt auf einer Erhebung auf einer Höhe von 250 m ü. NHN an der Straße Falkenberg im Wohnquartier Beek im Stadtbezirk Uellendahl-Katernberg. Benachbarte Ortslagen sind das unmittelbar nebenan liegende In der Beek, Dorp, Hackland (Elberfeld) und Schörren.
Der südliche Hang und der nordwestliche Hang sind mit Laubbäumen bewaldet und Teil des Landschaftsschutzgebietes LSG Hasen- und Falkenberg. Auf der Kuppe stand ein kleiner Nadelwald, der bei dem Orkan Kyrill erheblichen Schaden genommen hatte.

## Geschichte
Die Ortslage ist aus einem Hof hervorgegangen, der als Falkenberg auf der Topographia Ducatus Montani des Erich Philipp Ploennies aus dem Jahre 1715 verzeichnet ist.
1832 gehörte der Ort zur Dorper Rotte des ländlichen Außenbezirks des Kirchspiels und der Stadt Elberfeld. Der laut der Statistik und Topographie des Regierungsbezirks Düsseldorf als Ackerhof und Handwerkerwohnungen kategorisierte Ort wurde als Auf'm Falkenberg bezeichnet und besaß zu dieser Zeit vier Wohnhäuser und acht landwirtschaftliche Gebäude. Zu dieser Zeit lebten 74 Einwohner im Ort, elf vom katholischen und 63 evangelischen Glaubens.